# 美洲新蛇鯖
美洲新蛇鯖為輻鰭魚綱鱸形目鯖亞目蛇鯖科的其中一種，分布於西大西洋區，包括墨西哥灣、加勒比海至巴西海域，棲息深度184-457公尺，體長可達22公分，為外洋性深海魚類，屬肉食性。

## 擴展閱讀
維基物種上的相關：美洲新蛇鯖